# Артур Янов
Артур Янов (англ. Arthur Janov; 21 серпня 1924, Лос-Анджелес, Каліфорнія — 1 жовтня 2017, Малібу, Каліфорнія) — американський психолог і психотерапевт. Засновник первинної терапії, створеної на основі курсу «Первинного крику», що знайшов відображення в одноіменній книзі. Автор проекту «Орегонський центр почуттів». Його пацієнтами були Джон Леннон, Йоко Оно та Стів Джобс (усі — в 1970 році), проте жоден із цих людей не пройшов весь курс лікування до кінця.

## Біографія
Народився в сім'ї єврейських іммігрантів з Росії. Батько, Конрад Хайман Янов (англ. Conrad Hyman Janov, 1903—1970), був зеленщиком, пізніше водієм вантажівки; мати — Енн Корецька (англ. Anne Coretsky, 1901—1990). Навчався в Каліфорнійському університеті Лос-Анджелесу, де отримав ступінь магістра в галузі психіатричної соціальної роботи. Пізніше, у Клермонтському університеті післядипломної освіти, отримав ступінь доктора філософії з психології, захистивши у 1960 році дисертацію на тему «Дослідження відмінностей у полярності єврейської ідентифікації» (англ. A Study of the Differences in the Polarities of Jewish Identification).

## Первинна терапія
Первинна терапія є модернізованим варіантом «освіти» Вільгельма Райха, учня Зигмунда Фрейда. Янов взяв фрейдистську теорію про те, що проблеми людини пов'язані з пережитими у дитинстві травмами. Лікування ж ґрунтується на відкритому вираженні своїх почуттів та переживань, яке часто супроводжується криками та іншими фізичними проявами емоцій. Звідси і з'явилася назва «Первинний крик».
Сам процес лікування складається з двох фаз:
- На першій пацієнт усамітнюється у готельному номері на три тижні. У нього вилучають антидепресанти та знеболювальні, припиняється використання кави, сигарет, наркотиків, алкоголю та інших способів скидання емоційної напруги. У той же період пацієнт під час сеансів приймає відкриту позу тіла (затиснута поза вважається способом захисту), а терапевт поступово спрямовує його в минуле, в деякі спогади з дитинства. Коли настає пік і пацієнт згадує щось, що його турбує, він починає битися, загрожувати, кричати чи плакати, аж до досягнення ним «Первинного крику», що призводить до втрати самоконтролю пацієнта. Він перестає стримувати свої почуття, що часто супроводжується криками від страху чи жаху. Після цього пацієнт стає беззахисним перед зовнішнім впливом терапевта і той починає лікування. Воно засноване на переживанні минулих образ та травм у повному обсязі, без приховування справжніх почуттів та думок.
- Після трьох тижнів пацієнт повертається до нормального життя. Але протягом трьох тижнів або більше він повинен регулярно з'являтися у лікаря і відвідувати групові зустрічі людей, які також нещодавно пройшли курс Янова.